# Емануел фон Рьослер
Емануел Гисберт Едлер фон Рьослер (на немски: Emanuel Gisbert Edler von Rössler) е австрийски дипломат от XIX век, служил в Прага, Венеция, Белград, Русчук и Сараево. Като вицеконсул и консул на Австрия в Русчук, тогава в Османската империя, той оставя ценни сведения за етническите граници на българския народ, за населението, администрацията и данъчното облагане, за почвите, земеделските култури, скотовъдството и лова, за индустрията, занаятите, търговията.

## Биография
Емануел фон Рьослер е роден през април 1812 година във Виена. От декември 1832 г. служи като стажант помощник-канцлер към губерниума в Прага. От август 1838 г. е помощник-секретар към губерниума във Венеция, а от август 1843 г. е назначен за помощник-канцлер и канцлер в австрийското консулство в Белград. От 21 юни 1848 до 2 април 1857 г. Рьослер е вицеконсул и консул (от 19 декември 1850) в Русчук, тогава в Османската империя (днес Русе в България). След това, от 29 юли 1857 година е генерален консул в Сараево, Босна. Пенсионира се през май 1860 година.
Умира на 18 август 1865 година в Пресбург (Братислава).

За българите Емануел фон Рьослер пише в Skizze von Bulgarien (1854):
| „ | Най-добрата част от населението на България представляват българите (...) Освен провинция България сега в голяма част от Румелия и Македония, спорадично самата Тесалия, Албания и южната част на Сърбия, са населени от българи. При значително разширение на този народ, който живее от устието на Дунав надолу до гръцката граница и свързва Османската империя със съседните държави в две диаметрално противоположни точки, допускането на една численост от 4 1/2 милиона души, от които 2 милиона в същинската провинция България, изглежда доста вероятно. | “ |